# Juventina Gela
La Juventina Gela è stata una squadra di calcio italiana fondata nel 1975 a Gela, fu il secondo club calcistico della città. Nel 1994 si fuse con il Terranova Gela, dando vita alla Juveterranova Gela.
Nella stagione 1987-1988 raggiunse per la prima volta nella sua storia la Serie C2, prendendo parte al suo primo ed unico campionato tra i professionisti. La Juventina è stata anche protagonista delle due finali di Coppa Italia Dilettanti Sicilia disputate nel 1992 e nel 1993, figurando la prima squadra del torneo ad aver giocato due finali consecutive e, assieme all'altra debuttante Bagheria, ad aver conquistato per la prima volta nel 1993 la finale, vinta contro il Sant'Agata 3-1.

## Storia

La Juventina Gela nella stagione 1987-1988.

La Juventina Gela nacque nel 1975, fondata dal palermitano Pietro Pisano da anni trapiantato a Gela. Dallo stesso, gli furono affidati i colori sociali rosa e nero, uguali a quelli del Palermo di cui ne era tifoso. Quest'ultimo era affetto da una malattia che progressivamente l'ha portato alla cecità, ma il suo entusiasmo per il calcio riusciva a trascinare i suoi ragazzi. I primi anni militò nelle serie cadette di Terza e Seconda Categoria, nella stagione 1984-1985 fu promossa in Prima Categoria vincendo il campionato. Raggiunta la Promozione, per motivi economici la società fu presa in carico da Giuseppe Alabiso, che non apportò comunque nessuna modifica all'organico, continuando sino alla promozione in Serie C2 nel 1987-1988. Tuttavia, la gioia nel calcio professionistico durerà soltanto un anno, retrocedendo nuovamente al Campionato Interregionale classificandosi sedicesima. La stagione seguente vinse lo spareggio salvezza contro il Caltagirone 2-0, evitando l'Eccellenza. Nel 1991-1992 arrivò in finale nella prima edizione della Coppa Italia Dilettanti Sicilia, perdendo 3-1 contro il Bagheria. L'anno successivo arrivò nuovamente in finale conquistando il trofeo (primo nella sua storia) contro il Sant'Agata 3-1. Nella sua ultima stagione 1993-1994, dopo aver raggiunto nuovamente la promozione nel Campionato Interregionale grazie al ripescaggio, il presidente Alabiso lasciò la società nelle mani del padre Emanuele, già presidente del Terranova Gela. Nell'estate del 1994 i due club si fusero dando vita alla Juveterranova Gela.

## Palmarès

### Competizioni nazionali
- Campionato Interregionale: 1

1987-1988

### Competizioni regionali
- Seconda Categoria: 1

1984-1985
- Prima Categoria: 1

1985-1986
- Promozione: 1

1986-1987
- Coppa Italia Dilettanti Sicilia: 1

1992-1993

### Altri piazzamenti
- Eccellenza

Secondo posto: 1991-1992, 1992-1993, 1993-1994 (girone A)
- Coppa Italia Dilettanti:

Semifinalista: 1992-1993 (finalista della Fase Eccellenza)
- Coppa Italia Dilettanti Sicilia

Finale: 1991-1992

### Partecipazione ai campionati
Campionati nazionali
| Livello | Categoria                 | Partecipazioni | Debutto   | Ultima stagione | Totale |
| ------- | ------------------------- | -------------- | --------- | --------------- | ------ |
| 4º      | Serie C2                  | 1              | 1988-1989 | 1988-1989       | 1      |
| 5º      | Campionato Interregionale | 3              | 1987-1988 | 1990-1991       | 3      |

Campionati regionali
| Livello | Categoria         | Partecipazioni | Debutto   | Ultima stagione | Totale |
| ------- | ----------------- | -------------- | --------- | --------------- | ------ |
| I       | Promozione        | 1              | 1986-1987 | 1986-1987       | 4      |
| I       | Eccellenza        | 3              | 1991-1992 | 1993-1994       | 4      |
| II      | Prima Categoria   | 1              | 1985-1986 | 1985-1986       | 1      |
| III     | Seconda Categoria | 7              | 1978-1979 | 1984-1985       | 7      |
| IV      | Terza Categoria   | 3              | 1975-1976 | 1977-1978       | 3      |

## Tifoseria

### Storia
Nel corso della sua storia la Juventina Gela è stata seguita da un modesto gruppo di tifoserie organizzate. Il primo gruppo fu Gioventù Rosanero nato circa alla metà degli anni ottanta, seguito poi dai Fly Way Food (1988), i Davils Bull Dog (1990), gli Indians (1991) e le Teste Matte (1992). All'epoca le tifoserie non avevano una sede ufficiale dove potersi organizzare, dunque i gruppi solitamente si ritrovavano in Piazza Umberto I.

### Gemellaggi e rivalità
Nei suoi 19 anni di storia la Juventina Gela strinse una forte amicizia solo con due club, il Mazara e lo Sporting Taormina, mentre vi fu sin dall'inizio, una forte inimicizia con l'altra compagine gelese, il Terranova Gela. La rivalità con quest'ultima perduro anche dopo l'unione dei due club nel 1994, soprattutto nei primi anni, previo la scelta dei colori sociali.
Sin dagli anni ottanta ci fu un forte dissapore anche con gli acitani dell'Acireale. Tale rivalità persiste ancora oggi contro l'attuale club cittadino, che viene vissuto dalle tifoserie come un derby.